# Charis Yulianto
Charis Yulianto (ur. 11 lipca 1978 w Blitarze) – piłkarz indonezyjski grający na pozycji środkowego obrońcy.

## Kariera klubowa
Karierę piłkarską Yulianto rozpoczął w klubie PSBI Blitar, a następnie był zawodnikiem młodzieżowej drużyny Persebaya Surabaya. W 1997 roku odszedł do Aremy Malang. W jego barwach zadebiutował w indonezyjskiej pierwszej lidze. W Aremie grał do 2002 roku i w połowie tamtego roku odszedł do zespołu PSM Makassar. W 2003 i 2004 roku dwukrotnie z rzędu wywalczył z nim wicemistrzostwo Indonezji. Pierwszą połowę 2005 roku spędził grając w Persiji Dżakarta (wicemistrzostwo kraju), a w drugiej połowie został zawodnikiem Persibu Bandung.
Na początku 2007 roku Yulianto odszedł do klubu Sriwijaya FC wywodzącego się z miasta Palembang. W 2008 roku został mistrzem kraju i zdobywcą Pucharu Indonezji. Puchar ten zdobył też w 2009 roku. W Sriwijayi pełnił funkcję kapitana zespołu. Następnie grał w Persela Lamongan, a karierę zakończył w 2013 roku w Arema Malang.

## Kariera reprezentacyjna
W reprezentacji Indonezji Yulianto zadebiutował 12 października 2004 roku w przegranym 1:3 meczu eliminacji do Mistrzostw Świata w Niemczech z Arabią Saudyjską. W 2007 roku został powołany przez selekcjonera Iwana Kolewa do kadry na Puchar Azji 2007. Na tym turnieju rozegrał 3 spotkania: z Bahrajnem (2:1), z Arabią Saudyjską (1:2) i z Koreą Południową (0:1).